# Каркасный шлем
Карка́сный шлем (нем. Spangenhelm — шпангенхельм) — тип сегментного шлема на каркасе, распространённого в Европе, преимущественно у германцев, Руси в раннем Средневековье.
Впервые появился в Азии, попал в Европу через юг современной России и Украину с иранскими народами скифов и сарматов.
Каркас составлялся из бронзовых или железных полос, и покрывался медными или роговыми пластинами, или обтягивался кожей, или склёпанными металлическими листами. Также каркас мог оставаться непокрытым. Шлем мог снабжаться наушами, назатыльником, личиной. Встречаются шлемы с украшениями в виде животных, которые могли иметь у германцев квазигеральдическую функцию.
Каркасные шлемы использовались народами, проживавшими в землях Германии, Швеции, Британии, Италии, Франции, на Балканах, преимущественно германскими: франками, ост- и вестготами, вандалами, лангобардами, саксами, англами, фризами, свевами и пр. В Европу, скорее всего, пришли с востока. Возможно, изначально применялись только знатью.
По мнению британского оружиеведа Клода Блэра, послужил основой для норманнского шлема, распространившегося в XI веке и первоначально также собиравшегося из отдельных деталей на заклепках.